# Jeong Do-jeon
Jeong Do-jeon (* 1337; † 26. August 1398) war ein koreanischer Politiker der Goryeo-Dynastie und Joseon-Dynastie, neokonfuzianischer Philosoph und Schriftsteller.

## Leben
Jeong entstammte einer Adelsfamilie, Sohn eines hohen Regierungsbeamten. Eng verbunden war er mit Taejo, dem ersten König der Joseon-Dynastie. Als Neokonfuzianer schwebte ihm ein konfuzianischer Staat vor mit der Dreiheit von Monarch, Beamtentum und Volk. So konnte er im frühen 14. Jahrhundert radikale Reformen durchführen und die wirtschaftliche und politische Basis für die neue, 500 Jahre währende Joseon-Ära schaffen. Er gilt daher als Gründungsvater der Joseon-Dynastie.
Als Taejo 1394 die Verlegung der Hauptstadt Kaesŏng nach Hanyang, dem heutigen Seoul, veranlasste, war Jeong für die Durchführung zuständig und Architekt des Gyeongbokgung [kjəŋp'okk'uŋ], des ersten und größten der Fünf Großen Paläste, der 1395 fertiggestellt wurde.
1397 wurden Jeongs politische Gedanken und Lehren zum „Gyeongguk Daejeon“ zusammengestellt, das als „Großes Gesetzbuch zur Führung der Nation“ bekannt wurde. Ein Jahr später fiel er einem Attentat zum Opfer.
Sein literarischer Name war Sambong (삼봉, 三峯).

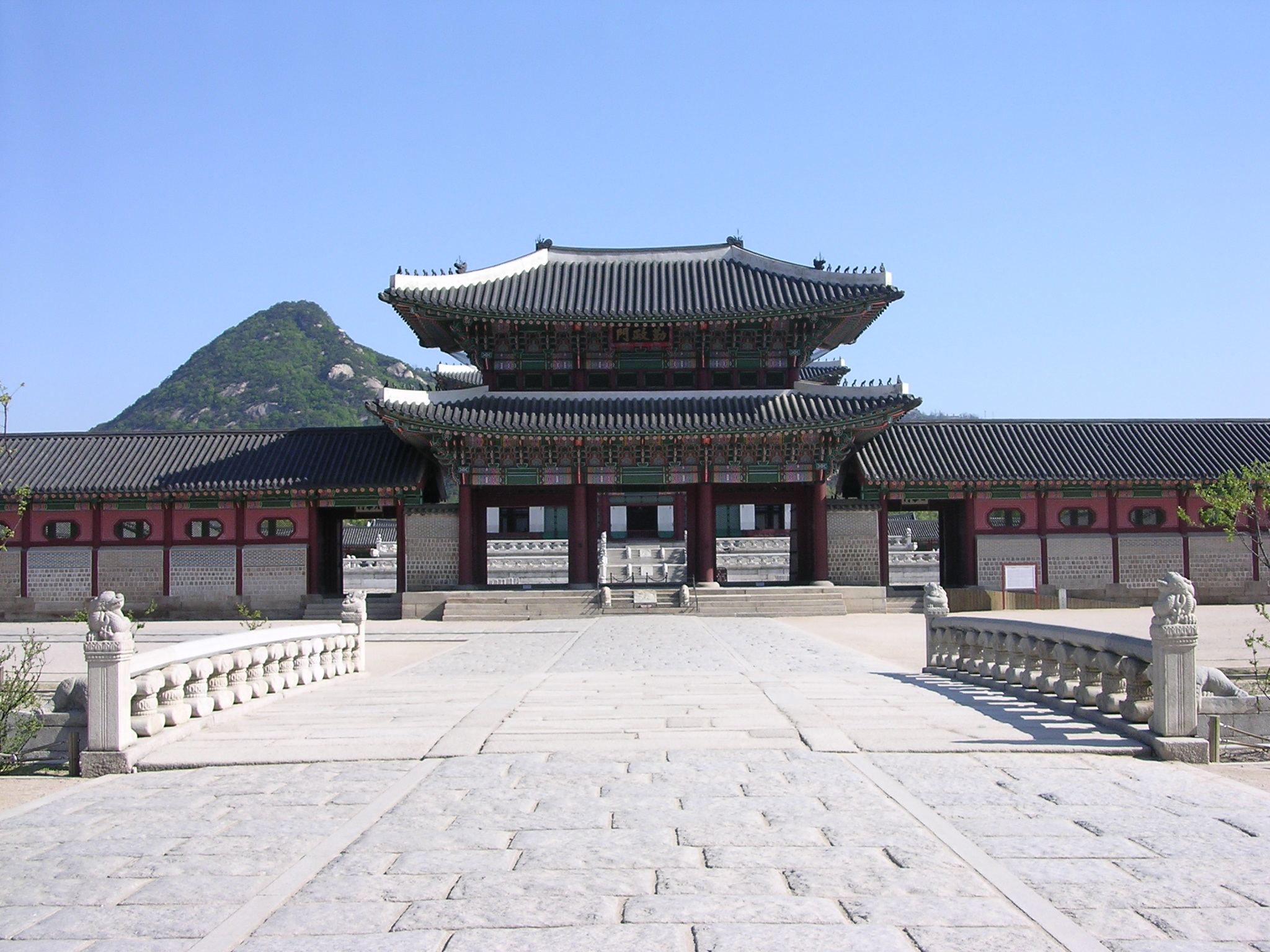
Der Palast Gyeongbokgung in Seoul, 1394/95 errichtet von Jeong Do-jeon für den König Taejo der Joseon-Dynastie

## Schriften
Titel romanisiert:
- Sambongjip (삼봉집, 三峯集)
- Joseongyeonggukjeon (조선경국전, 朝鮮經國典)
- Gyeongjemungam (경제문감, 經濟文鑑)
- Gyeongjeuiron (경제의론, 經濟議論)
- Bulssijapbyeon (불씨잡변, 佛氏雜辨)
- Simmuncheondap (심문천답, 心問天答)
- Simgiri (심기리, 心氣理)
- Hakjajinamdo (학자지남도, 學者指南圖)
- Jinmaekdogyeol (진맥도결, 診脈圖結)
- Goryeoguksa (고려국사, 高麗國史)
- Sangmyeongtae Iljesanbeop (상명태일제산법, 上明太日諸算法)
- Jinbeop (진법, 陣法)
- Daemyeongryuljikhae (대명률직해, 大明律直解)